# Zoltán Szalontai
Zoltán Szalontai (ur. 15 sierpnia 1956 w Miszkolcu, zm. 24 listopada 2005 tamże) – węgierski zapaśnik walczący w stylu wolnym. Olimpijczyk z Moskwy 1980, gdzie zajął ósme miejsce w kategorii 62 kg.
Piąty na mistrzostwach świata w 1978, 1982 i 1985. Wicemistrz Europy w 1982, a trzeci w 1978 i 1980 roku.
- Turniej w Moskwie 1980

Pokonał Phí Hữu Tìnha z Wietnamu, a przegrał z Raúlem Cascaretem z Kuby i Micho Dukowem z Bułgarii.